# Mtarfa
Mtarfa é um povoado da ilha de Malta em Malta.